# والپول، سافک
والپول (به انگلیسی: Walpole) یک روستا و محله مدنی در بریتانیا است که در Suffolk Coastal واقع شده‌است. والپول ۲۳۸ نفر جمعیت دارد.